# Felsőszentiván
Felsőszentiván este un sat în districtul Baja, județul Bács-Kiskun, Ungaria, având o populație de 1.894 de locuitori (2011). 

## Demografie
Componența etnică a satului Felsőszentiván
     Maghiari (92,36%)
     Croați (2,63%)
     Romi (2,45%)
     Germani (2,09%)
     Necunoscut (0,24%)
     Sârbi (0,24%)
     Alții (0,24%)
Componența confesională a satului Felsőszentiván
     Romano-catolici (61,19%)
     Fără religie (5,81%)
     Reformați (1,8%)
     Necunoscută (30,1%)
     Alte religii (2,01%)
Conform recensământului din 2011, satul Felsőszentiván avea 1.894 de locuitori. Din punct de vedere etnic, majoritatea locuitorilor (92,36%) erau maghiari, existând și minorități de croați (2,63%), romi (2,45%) și germani (2,09%). Apartenența etnică nu este cunoscută în cazul a 0,24% din locuitori.  Din punct de vedere confesional, majoritatea locuitorilor (61,19%) erau romano-catolici, existând și minorități de persoane fără religie (5,81%) și reformați (1,8%). Pentru 30,1% din locuitori nu este cunoscută apartenența confesională.